# 기타야마역 (에히메현)
기타야마역(일본어: 喜多山駅)은 일본 에히메현 오즈시에 있는 시코쿠 여객철도의 우치코 선의 역이다. 역 번호는 U12이며, 단선 승강장 1면 1선의 구조를 지닌 지상역이다.

## 역 주변
- 국도 제56호선

## 역사
- 1920년 5월 1일 : 개업.
- 1987년 4월 1일 : 민영화에 따라, 시코쿠 여객철도로 이관.

## 인접 정차역
| 시코쿠 여객철도 우치코 선 | 시코쿠 여객철도 우치코 선 | 시코쿠 여객철도 우치코 선 |
| ------------------------- | ------------------------- | ------------------------- |
| U 11 이카자키 우치코 방면 | 우치코 선                 | 니야 U 13 니야 방면       |